# Fajza
Fajza è una frazione del comune di Has in Albania (prefettura di Kukës).
Fino alla riforma amministrativa del 2015 era comune autonomo, dopo la riforma è stato accorpato, insieme agli ex-comuni di Gjinaj, Golaj e Krumë a costituire la municipalità di Has.

## Località
Il comune era formato dall'insieme delle seguenti località:
- Fajza
- Vranisht
- Tregtan
- Liqeni i Kuq
- Metaliaj
- Brenog